# 前289年
| 千纪： | 前1千纪 |
| 世纪： | 前4世纪 \| 前3世纪 \| 前2世纪 |
| 年代： | 前310年代 \| 前300年代 \| 前290年代 \| 前280年代 \| 前270年代 \| 前260年代 \| 前250年代                                                          |
| 年份： | 前294年 \| 前293年 \| 前292年 \| 前291年 \| 前290年 \| 前289年 \| 前288年 \| 前287年 \| 前286年 \| 前285年 \| 前284年                            |
| 纪年： | 周赧王二十六年 魯後文公十四年 齊湣王十二年 趙惠文王十年 魏昭王七年 韓釐王七年 秦昭襄王十八年 楚頃襄王十年 宋康王四十年 衛懷君四年 燕昭王二十五年 |

## 大事记
- 秦國白起、司馬錯進攻魏國至軹，取61城。
- 锡拉库萨的僭主阿加托克利斯在臨終前恢复了锡拉库萨的民主，他说他不希望他的儿子继承他的位置

## 逝世
- 孟軻，戰國時代儒家代表人物。